# Nemački kratkodlaki ptičar
Nemački kratkodlaki ptičar spada u jednu od najsvestranijih lovačkih rasa, koji pri lovu kombinuju lociranje, pronalaženje, donošenje plena, a mogu se pohvaliti i sposobnošću da ubiju plen.
Ova svestranost je rezultat namenskog uzgoja nekoliko vrsta, koji je otpočeo u 17. veku.

## Istorija
Ukrštanja sa španskim pointerom (težim tipom pointera), sa hanover hrtom (sojem lovačkih pasa razvijenog njuha) kao rezultat su dala pse nalik na hrtove koji su mogli da prate tragove plena, kao i da ga lociraju, a bili su zainteresovani podjednako i za ptice i za sisare.
Kada primete plen, nemački kratkodlaki ptičari laju, a ukoliko je neophodno, oni usmrćuju ranjen plen, pa čak i lisicu.
Iako su svi odgajivači na počeku bili složni da je cilj uzgoja svestrani lovački pas, nisu se svi slagali oko toga kako da ostvare postavljeni cilj.
Ukrštanja sa engleskim pointerima su bila kontroverzna, ali su podarila rasi izgled lovačkog psa podignutog nosa.
Takođe, ovo ukrštanje je uticalo i na izbegavanje plivanja, kao i na averziju prema napadanju sitnog plena. Kasniji uzgoj je eliminisao ove nepoželjne karakteristike pointera.
U ranom 19. veku, dva nemačka kratkodlaka psa (  — doslovno „nemačka kratka dlaka”; pod ovim imenom je rasa prvobitno bila poznata), Nero i Tref, po svojim karakteristikama su se izdvojili od drugih rasa pointera na nemačkom tlu, te zbog uspeha svojih potomaka — često se označavaju kao osnova modernih kratkodlakih ptičara.
Rasa je priznata u kasnom 18. veku u Nemačkoj, a prvi nemački kratkodlaki ptičar je došao u Ameriku dvadesetih godina 20. veka.
Nemački kratkodlaki ptičari su dobili priznanje Američkog kinološkog društva 1930. godine. Rasa je uskoro dostigla reputaciju idealnog psa za lov.
Pored toga što su obdareni i svestrani lovci, reč je o atraktivnim psima i poslušnim pratiocima. Ovi atributi su uticali na današnju popularnost nemačkih kratkodlakih ptičara.

## Osnovna obeležja
Zanimljivo je da se u 15. veku u Nemačkoj naziv die Brackes koristio za goniče, koji nisu imali nijednu zajedničku osobinu sa današnjim „brakovima” — ptičarima.
Iako je poreklo nemačkog kratkodlakog ptičara veoma kontroverzno, smatra se da je ova pasmina potekla od zajedničkog pretka svih ptičara: takozvanog „psa za mreže” (fr. de chien d' Oysel). Pasmini je kasnije dodavana krv drugih pasa (ukrštanja sa španskim ptičarima, pointerima, italijanskim ptičarima itd.).
Harmoničnog izgleda, snažan, brz i izdržljiv, kratkodlaki pas poseduje instinktivne osobine lovca: smisao za inicijativu, čvrsto markiranje svih vrsta divljači, traganje po svakom terenu, radost u toku rada itd. Njegovi obožavaoci kažu da ovaj pas ume da uradi sve, i to veoma dobro. Iako neosporni, manje su poznati njegovi kvaliteti kao psa čuvara.
Kakva god bila njegova kasnija namena, ovaj pas mora da prođe obuku jer ponekad zna da bude svojeglav. Nemački kratkodlaki ptičar ima plemenitu siluetu, rasnu, mršavu glavu sa makazastim zagrizom. Nos mu je smeđ i istaknut. Oči su srednje veličine, blage i blagonaklonog pogleda, fine braon boje i imaju odlučan izraz.
Zubi su jaki i zdravi. Uši su srednje dužine, široke, sa zaobljenom ivicom; postavljene su visoko i padaju ravno uz obraz. Nemački kratkodlaki ptičar ima jako mišićav vrat, grudi više duboke nego široke, leđa snažna, plećke krupne, a šape čvrste i okrugle. Rep se, zbog lova, skraćuje na polovinu.
Kada se pas odmara, rep drži nisko, a podiže ga kada je u akciji. Dlaka je kratka, gusta i čvrsta. Dlaka može biti jednobojno smeđa ili smeđa sa belinama ili tačkama po grudima i nogama. Takođe može biti tamno melirano sa smeđim tačkama, ali glava uvek ostaje smeđe boje. Crna i žućkasto-smeđa boja dlake u istim kombinacijama kao kod smeđe dlake ili — konačno — bela sa smeđom maskom i mrljama ili tačkama, takođe su zastupljene. Suviše krupan izgled ili suviše ležerna građa, svetle oči ili nos, poremećaji ravnoteže, zarepak na stražnjim nogama i plašljiv karakter predstavljaju mane.

## Nega
Uzgajani da bi bili aktivni pratioci u lovu, nemački kratkodlaki ptičari imaju dosta energije i zahtevaju mnogo fizičke aktivnosti. Zavisni su od mentalne i fizičke stimulacije, a i jedno i drugo mogu dobiti u lovu, dužoj šetnji ili igranju sa vlasnikom — najmanje jedan čas svakog dana. Nemački kratkodlaki ptičari vole vodu i rado će plivati ukoliko im se ukaže prilika. Iako su fizički sposobni da žive napolju u blagim klimatskim uslovima, nemački kratkodlaki ptičari spadaju u druželjubive rase pasa za koju je najbolje da živi u kući i ima stalan pristup dvorištu. Potrebe za sređivanjem dlake su minimalne i podrazumevaju samo povremeno četkanje kako bi se uklonila mrtva dlaka.

## Zdravstveni problemi
- Česti: limfedem
- Retki: koronarna arterijska bolest, entropija, torzija želuca, Vonvidembladova bolest, panus, opsesivno-kompulzivni poremećaj
- Povremeno primećeni: torzija želuca, ektropija, progresivna atrofija rožnjače

## Statistike
| Skala                      | 1—10 |
| -------------------------- | ---- |
| Nivo energije              | 10   |
| Potreba za vežbom          | 10   |
| Igrivost                   | 8    |
| Naklonost                  | 8    |
| Odnos sa drugim psima      | 6    |
| Odnos sa drugim ljubimcima | 4    |
| Odnos sa strancima         | 6    |
| Lakoća dresiranja          | 5    |
| Negovanje                  | 4    |
| Sposobnost zaštite         | 7    |
| Tolerancija na hladnoću    | 8    |
| Tolerancija na toplotu     | 8    |

| Porodica                | Ptičari        |
| Zemlja porekla          | Nemačka        |
| Godina porekla          | 1600.          |
| Prosečna visina mužjaka | 59 — 64        |
| Prosečna težina mužjaka | 25 — 32        |
| Prosečna visina ženke   | 53 — 58        |
| Prosečna težina ženke   | 20 — 27        |
| Drugi naziv             |                |
| Životni vek             | 12 — 15 godina |

## Literatura
- Alderton, David (1984). The Dog. Quill Publishing; Chartwell Books. ISBN 978-0-89009-786-1.
- Barnes, Duncan, ур. (1983). The AKC's World of the Pure-Bred Dog. Nick Lyons Books. ISBN 978-0-87605-406-2.
- Brown, Joan (1996). Simon the Pointer. Viking US. ISBN 978-0-670-86662-5.
- Cunliffe, Juliette (2004). The Encyclopedia of Dog Breeds. Parragon Publishing. ISBN 978-0-7525-8276-4.
- Ellis, Mel (1985). Run, Rainey, Run. Top Dogs: Northword Publishing. ISBN 978-0-942802-11-5.
- Fogle, Bruce, DVM (2000). The new Encyclopedia of the Dog. Doring Kindersley (DK). ISBN 978-0-7894-6130-8.
- Marder, Amy, VMD (2004). The Complete Dog Owner's Manual. Fog City Press. ISBN 978-1-74089-313-8.
- Maxwell, C Bede (1982). The New German Shorthaired Pointer. Howell Book House. ISBN 978-0-87605-157-3.
- Palmer, Joan (1994). The Illustrated Encyclopedia of Dog Breeds. Wellfleet Press. ISBN 978-0-7858-0030-9.
- Shorthair Journal. 7 (7): 8—10. 2006. Недостаје или је празан параметар |title= (помоћ).
- Schuler, Elizabeth Meriwether, ур. (1980). Simon & Schuster's Guide to Dogs. Fireside: Simon and Schuster. ISBN 978-0-671-25527-5..

## Spoljašnje veze
- Koshyk, Craig. „The Pointing Dog Breed of the Week: German Shorthaired Pointer”. Приступљено 30. 10. 2015.
- Nemački kratkodlaki ptičar на веб-сајту  (језик: енглески)
- German Shorthaired Pointer working on the field
- German Shorthaired Pointer working in the water
- German Shorthaired Pointer blog with Migle Narbutaite Архивирано на веб-сајту  (18. октобар 2016)
- „German Shorthaired Pointer” (Video). Dogs 101 Season 2. Animal Planet. 4. 8. 2013  — преко YouTube.